# Атлетико Марбелья
«Атлетико Марбелья» (исп. Club Atlético Marbella) — не существующий в настоящее время испанский футбольный клуб из одноимённого города, выступавший в своём последнем сезоне 1996-97 в Сегунде Б, третьем по силе дивизионе Испании. Основан в 1947 году. Домашние матчи проводил на стадионе «Муниципальный», вмещающем 7 300 зрителей. В «Примере» «Марбелья» никогда не выступала, лучшее достижение команды в «Сегунде» 7-е место в сезоне 1992/93. В связи с финансовыми проблемами клуб прекратил существование в 1997 году, на его месте был основан новый клуб «Марбелья».

## Сезоны по дивизионам
- Сегунда — 4 сезона
- Сегунда В — 6 сезонов
- Терсера — 18 сезонов
- Региональная лига — 22 сезона

## Достижения
- Сегунда В
  - Победитель (1): 1991/92